# Yigoga mixta
Yigoga mixta là một loài bướm đêm trong họ Noctuidae.